# Rimbo Besar
Rimbo Besar is een bestuurslaag in het regentschap Seluma van de provincie Bengkulu, Indonesië. Rimbo Besar telt 364 inwoners (volkstelling 2010).